# 二十一世纪 (杂志)
《二十一世纪》（英語：Twenty-First Century，简作21C），是一份香港知识分子期刊。期刊现任创刊编辑是刘青峰，执行编辑是张志伟。
作为一份非營利組織的综合性学术文化双月刊，《二十一世纪》 旨在促进全球中国知识份子的思想交流，为中国文化的长期发展而努力，无论在社会科学还是人文科学方面皆有较高的投稿水平。

## 历史
1986年，陈方正卸下香港中文大学秘书长职务，担任香港中文大学中国文化研究所所长。1989年12月，为了改变香港与中国大陆沉闷的学术氛围，陈方正联合金耀基、金观涛、刘青峰等学者在当年年底开始筹办《二十一世纪》。从期刊筹备到出版期间，一直没有遭遇什么阻力。时任中文大学校长高锟在幕后的大力支持起了决定性作用。
1990年10月，《二十一世纪》由金观涛、刘青峰正式创刊。在期刊创刊号庆祝酒会上，高锟从幕后走到台前，他不仅出席庆祝，还发表即席讲话，表示支持这份期刊。
1990年10月《二十一世纪》发刊词由时任中大中国文化研究所所长陈方正写就，名为《为了中国的文化建设》。